# سياسة أبروتسو
تدور السياسة في إقليم أبروتسو الإيطالي في إطار الديمقراطية التمثيلية الرئاسية، حيث رئيس الحكومة الإقليمية هو رئيس الحكومة وبنظام متعدد الأحزاب. تمارس السلطة التنفيذية من قبل الحكومة الإقليمية. بينما تناط السلطة التشريعية في كل من الحكومة والمجلس الإقليميين.